# Gråkronad bambusångare
Gråkronad bambusångare (Phylloscopus tephrocephalus) är en asiatisk fågel i familjen lövsångare inom ordningen tättingar.

## Kännetecken

### Utseende
Gråkronad bambusångare är en liten (10-11 cm) sångare. Den är mycket lik övriga arter i burkii-komplexet (se nedan). Kombinationen av lysande gulgrön ovansida, grå hjässa med svarta hjässband, gul ögonring och undersida och frånvaro av vingband är dock karakteristisk för arten. Jämfört med sina närmaste släktingar (se nedan) har den relativt mycket vitt i stjärten och inslag av grönt i hjässan endast just ovanför näbbasen.

### Läten
Sången har inslag av tremolon och drillar som andra arter saknar. Den är jämfört med bergbambusångare och himalayabambusångare även ljusare. Bland lätena hörs ett kort och dämpat "chup", klart "chip" eller dubbelt "chu'du".

## Utbredning
Gråkronad bambusångare häckar i nordöstra Indien (Nagaland och Mizoram), NE India (Nagaland, Mizoram), västra och norra Myanmar, södra och östra Kina (Yunnan, Sichuan, Guizhou, Shaanxi, Hubei, Zhejiang) samt norra Vietnam. Vintertid ses den även från östra och södra Myanmar och nordvästra Thailand till alla sydligaste Kina och norra Indokina.

## Systematik
Tidigare behandlades den som en del av arten burkii, idag kallad grönkronad bambusångare, tillsammans med systerbambusångare, bergbambusångare och himalayabambusångare samt emeibambusångaren. Den behandlas som monotypisk, det vill säga att den inte delas in i några underarter.

### Släktestillhörighet
Bambusångarna placeras traditionellt i släktet Seicercus. DNA-studier visar dock att arterna i Seicercus inte är varandras närmaste släktingar, där vissa arter istället står närmare arter i Phylloscopus. Olika auktoriteter hanterar detta på olika vis. De flesta expanderar numera Phylloscopus till att omfatta hela familjen lövsångare, vilket är den hållning som följs här. Andra flyttar ett antal Phylloscopus-arter till ett expanderat Seicercus.

### Familjetillhörighet
Lövsångarna behandlades tidigare som en del av den stora familjen sångare (Sylviidae). Genetiska studier har dock visat att sångarna inte är varandras närmaste släktingar. Istället är de en del av en klad som även omfattar timalior, lärkor, bulbyler, stjärtmesar och svalor. Idag delas därför Sylviidae upp i ett antal familjer, däribland Phylloscopidae. Lövsångarnas närmaste släktingar är familjerna cettior (Cettiidae), stjärtmesar (Aegithalidae) samt den nyligen urskilda afrikanska familjen hylior (Hyliidae).

## Levnadssätt
Fågeln förekommer i städsegrön lövskog och bambustånd från 1400 till 2500 meters höjd, vintertid ner till havsnivån. Den lever ett tillbakadraget liv i undervegetationen där den livnär sig på insekter, ibland fångade i flykten. Den häckar i maj-juni och bygger ett klotformat bo som placeras i en buske 60 cm ovan mark.

## Status och hot
Arten har ett stort utbredningsområde, men tros minska i antal, dock inte tillräckligt kraftigt för att den ska betraktas som hotad. Internationella naturvårdsunionen IUCN listar arten som livskraftig (LC). Världspopulationen har inte uppskattats men den beskrivs som lokalt mycket vanlig.